# Conor Donovan (Schauspieler)
Conor Donovan (* 1991) ist ein US-amerikanischer Schauspieler.

## Leben
Conor Donovan gab im Alter von 12 Jahren in James Naughtons Inszenierung des Theaterstücks Unsere kleine Stadt von Thornton Wilder sein Broadway-Debüt. Dort war er in der Rolle des Wally Webb an der Seite von Paul Newman zu sehen.
2005 stellte er in Michael Cuestas Coming-of-Age-Drama Das Ende der Unschuld in einer Doppelrolle die Zwillinge Jacob und Rudy Carges dar. Dafür erhielt er bei den Young Artist Awards 2007 eine Nominierung in der Kategorie Bester Hauptdarsteller in einem Spielfilm. Es folgten Rollen im Thriller Departed – Unter Feinden und dem Drama Betty Anne Waters.
Von 2008 bis 2012 studierte er an der Northwestern University in Evanston, Illinois.
Für seine Rolle in Evol erhielt er beim North Hollywood CineFest 2016 eine Nominierung in der Kategorie Bester Schauspieler.

## Filmografie (Auswahl)
- 2005: Das Ende der Unschuld (12 and Holding)
- 2006: Departed – Unter Feinden (The Departed)
- 2009: Balls Out: Gary the Tennis Coach
- 2010: Betty Anne Waters (Conviction)
- 2015: Orange Is the New Black (Fernsehserie, 1 Episode)
- 2015: Fishbowl
- 2015: Evol
- 2017: Z: The Beginning of Everything (Fernsehserie, 1 Episode)

## Theater
- 2002–2003: Our Town
- 2007: Inherit the Wind